# Darling (rivière)
Pour les articles homonymes, voir Darling.
Le Darling est le troisième plus long cours d'eau d'Australie, s'étendant sur 1 570 km depuis le nord de la Nouvelle-Galles du Sud jusqu'à Wentworth (toujours dans le même État), où il rejoint le Murray. Certains géographes considèrent le Darling et la partie basse du Murray comme un seul et même fleuve, long de 3 000 km.

## Description
Officiellement, le Darling prend sa source à Bourke, à la confluence des rivières Culgoa et Barwon, la première provenant des chaînons du sud du Queensland et la seconde du nord de la Nouvelle-Galles du Sud. Le bassin Murray-Darling draine toute la Nouvelle-Galles-du-Sud à l'ouest de la Cordillère australienne, une grande partie du nord de Victoria et du sud de Queensland et une partie de l'Australie-Méridionale.
La région qui porte aujourd'hui le nom de Darling Downs et où se situent les sources du Darling fut progressivement colonisée à partir de 1815. En 1828, l'explorateur Charles Sturt fut chargé d'explorer le cours du fleuve Macquarie par le gouverneur de la Nouvelle-Galles-du-Sud, Sir Ralph Darling. Il visita le Bogan et, au début de 1829, le cours supérieur du Darling, qu'il nomma ainsi en l'honneur du gouverneur. En 1835, Thomas Mitchell parcourut tout le cours du Darling, et confirma que cette rivière était un affluent du fleuve Murray, comme l'avait suggéré Sturt.
Quoique son régime soit particulièrement irrégulier (le fleuve a été à sec pas moins de quarante-cinq fois entre 1885 et 1960), le Darling devint une route commerciale importante à la fin du XIXe siècle. Les éleveurs de moutons de la Nouvelle-Galles-du-Sud occidentale l'utilisaient pour envoyer leur laine depuis les ports fluviaux de Bourke et Wilcannia en bateaux à vapeur jusqu'aux stations de tête des lignes ferroviaires situées à Morgan et à Murray Bridge. Par la suite, au XXe siècle, son importance a diminué. Le poète australien Henry Lawson rendit hommage au fleuve de manière ironique.
Aujourd'hui, le Darling est en mauvais état du fait de la surutilisation de ses eaux, de la pollution par les pesticides et des périodes de sécheresse prolongées. Certaines années, elle ne coule pratiquement pas. Le fleuve a une haute teneur en sel et la qualité de l'eau baisse.

## Affluents
- Culgoa
- Barwon
- Namoi
- Bogan
- Warrego
- Paroo

### Villes
- Bourke, Louth, Tilpa, Wilcannia, Menindee, Pooncarie, Wentworth

## Galerie de photos

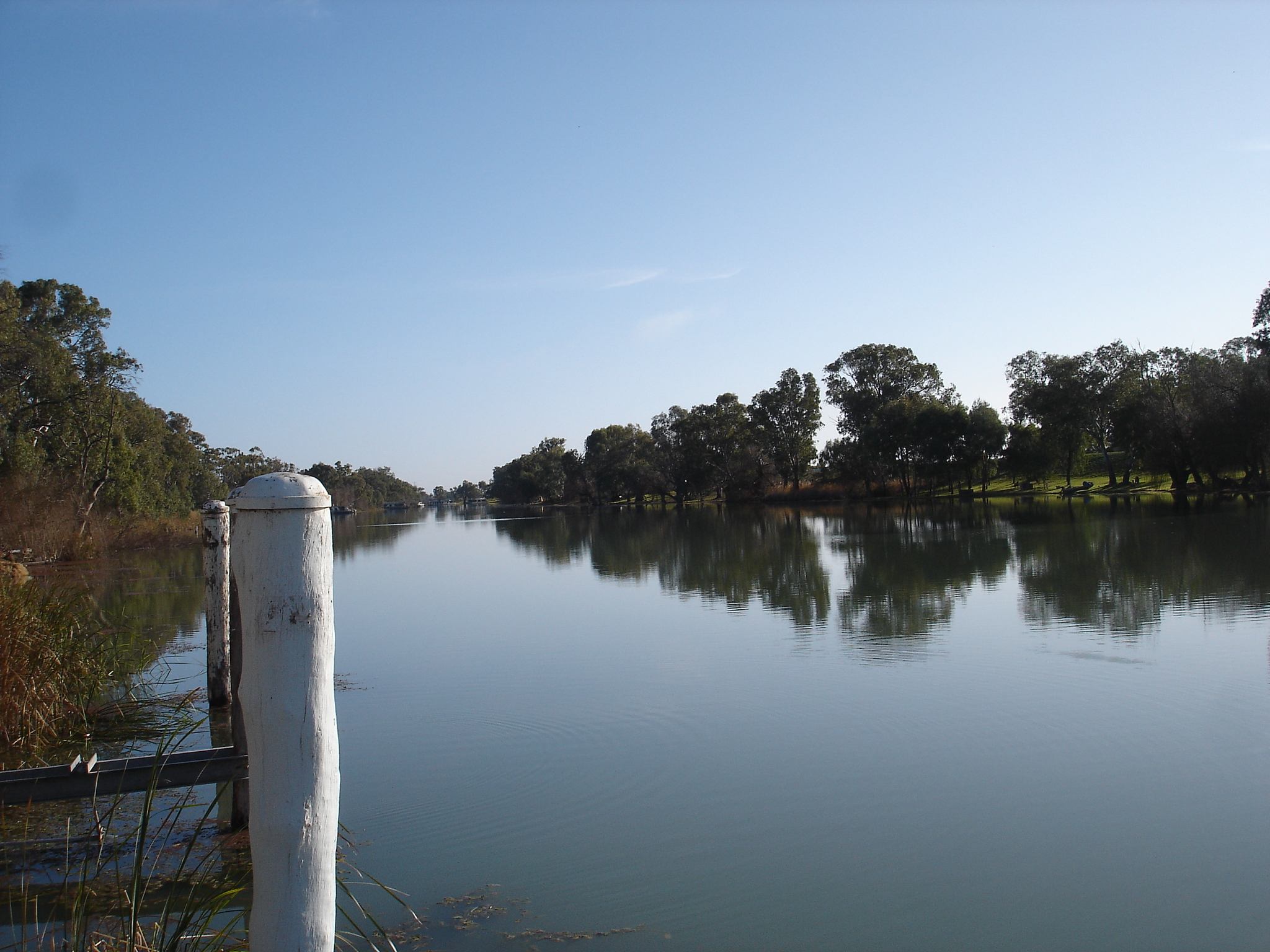
Le Darling à Wentworth (vue vers l'amont)
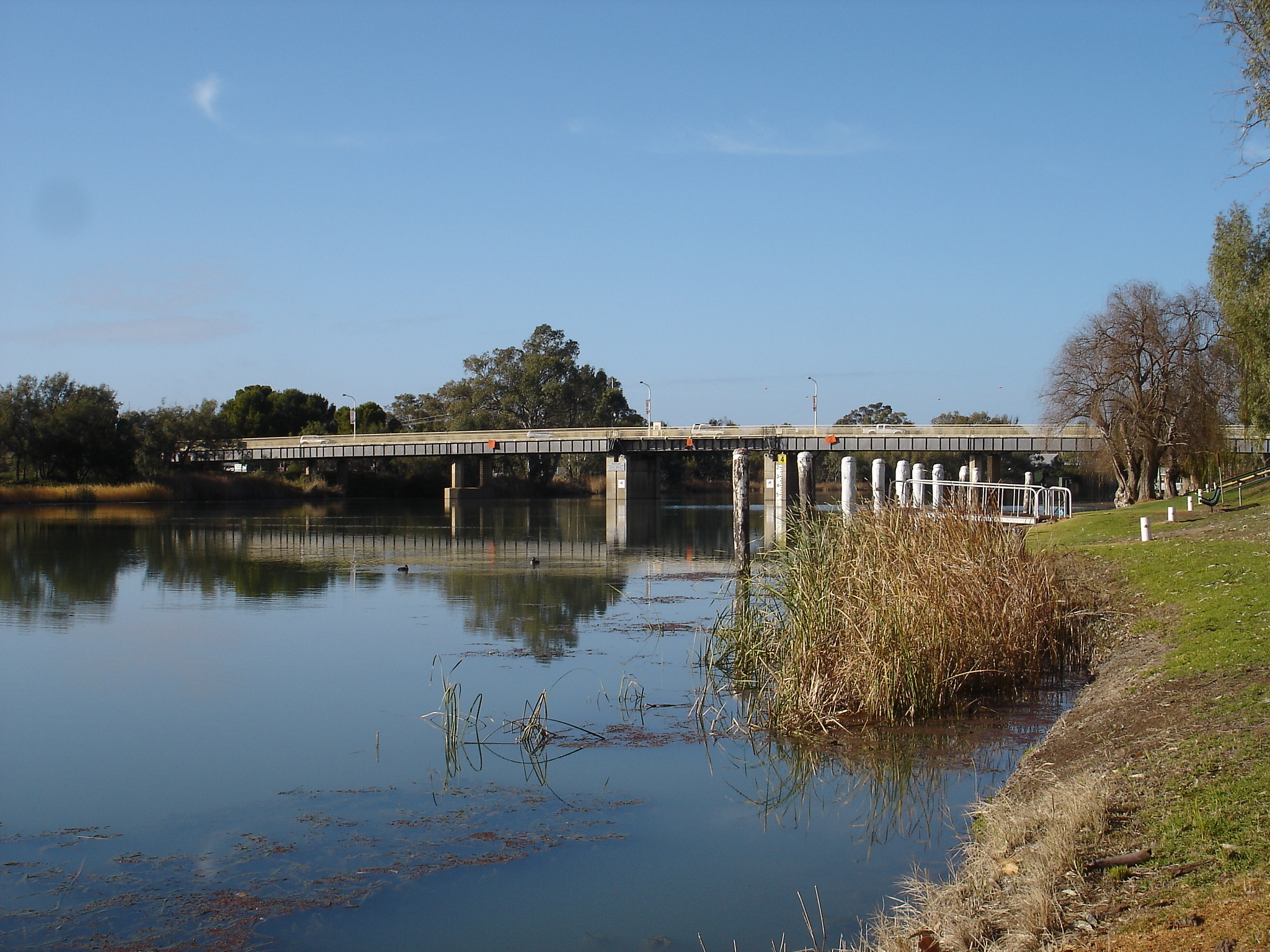
Le Darling à Wentworth (vue vers l'aval)
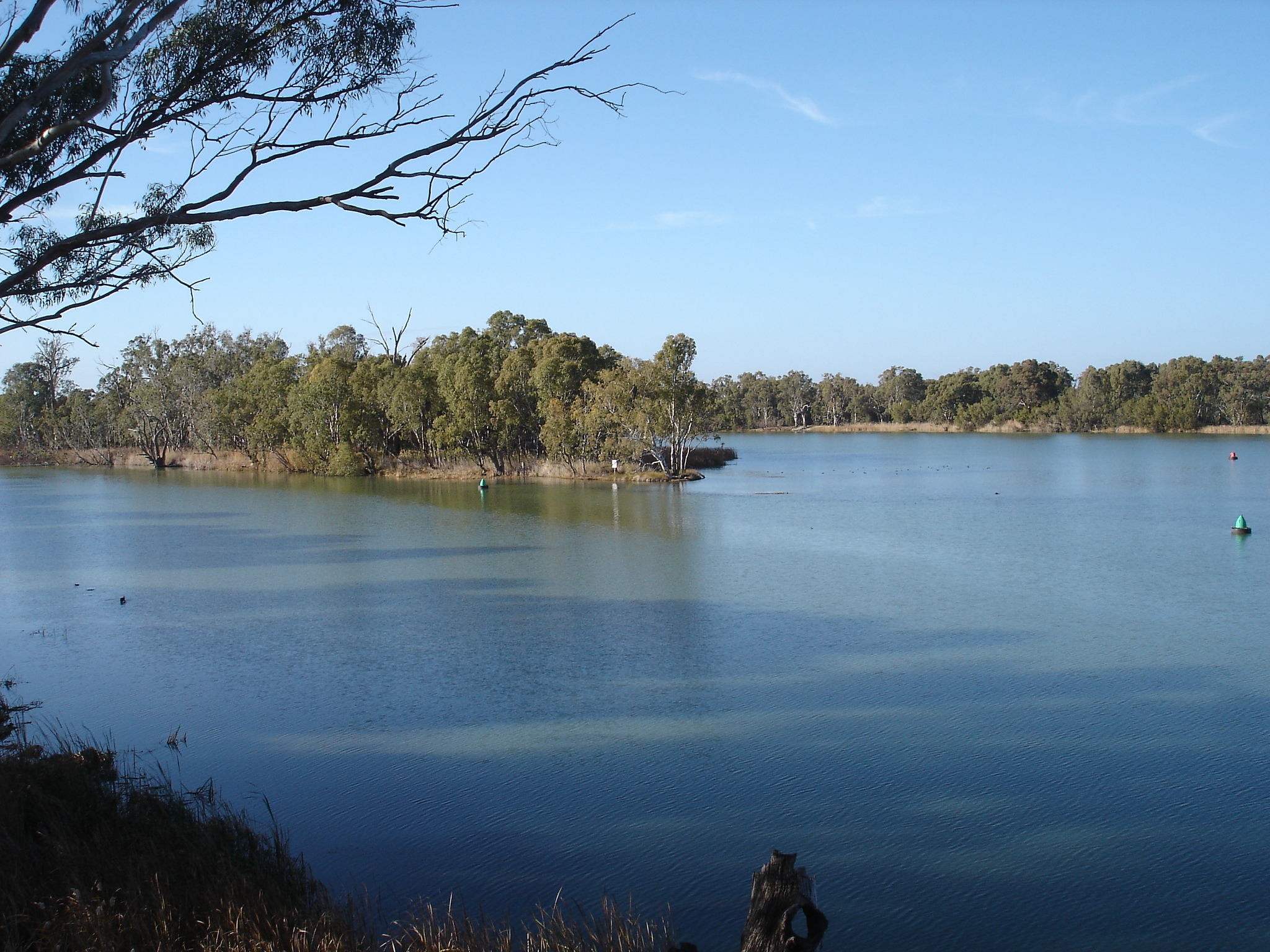
La confluence du Murray et du Darling à Wentworth